# 郭元益食品
郭元益（英文：Kuo Yuan Ye，日文：グォユェンイー，韓文：궈웬이），台灣食品公司，以糕餅製作的老字號聞名。於1867年成立糕餅舖，亦為家族數代經營的百年老店。主要製作結婚喜餅、鳳梨酥、綠豆糕、蛋黃酥、月餅等各種糕餅。

## 歷史
1708年，郭氏先祖由福建漳州渡海來台灣，在台灣歷經百餘年的勤奮耕耘。
1867年（清穆宗同治六年），第一代經營者郭樑楨於台北市士林區最早的發源地「舊街」（即為現址）開設糕餅店鋪，將祖傳餅藝發揚光大，並以郭氏在漳州龍溪縣的祖厝名字「元益」創立糕餅店根基。
西元1945年，第三代經營者郭欽定將「元益」上冠郭姓而成「郭元益」，並取當時在地鄰野之草山山麓中常見梅樹花形為餅章，取其堅忍而芬芳，外顯見優雅之特質與郭元益之沉穩內斂、踏實質樸相呼應。如同家徽精神，期待後人秉持做餅良心，不忘初心的態度，成為品牌化的開端。遂以一根扁擔的傳奇，讓郭元益糕餅持續在台灣傳承出新開花結果，綻放餅食文化之燦爛光芒。
目前郭元益食品總部位於台北市士林區，並在桃園市楊梅區幼獅工業區設有工廠。
2001年，郭元益成立郭元益糕餅博物館桃園楊梅館。2002年，郭元益成立郭元益糕餅博物館台北士林館。
2016年起郭元益陸陸續續與台灣設計師聶永真、方序中、旅英服裝設計師APUJAN合作推出具有時尚感的禮盒，讓品牌能夠跳脫既有框架，也持續翻新品牌形象。

## 旗下品牌
- 郭元益：發跡於1867年士林舊街土壟間，以一根扁擔傳承老手藝，致力提升餅食價值與在地文化的推廣，獲頒台灣百大品牌殊榮。
- L'AFFECTION拉法頌：「美 . 味 . 選」是拉法頌品牌獨特的精神，嚴選來自世界各地的高級特色食材，追求甜點視覺食慾感與最佳風味呈現。

## 廣告代言人
- 1986年：蔡幸娟代言品牌形象影片《待嫁女兒心》
- 1998年：陳湘琪與李康生合演，蔡明亮執導
- 2015年：陳綺貞代言品牌形象影片《我願意，郭元益》，楊雅喆執導[7]
- 2018年：鳳小岳[8]代言品牌形象影片《心的溫度》，馬志翔執導[9]

## 外部連結
- 郭元益官方網站 （页面存档备份，存于）
- 郭元益購物商城 （页面存档备份，存于）
- 郭元益 官方直營網路商店 - Rakuten樂天市場 （页面存档备份，存于）
- 郭元益 - Pinkoi  設計師品牌 （页面存档备份，存于）
- 郭元益購物商城, 線上商店 _ 蝦皮購物 （页面存档备份，存于）
- 郭元益食品股份有限公司 - 台灣公司資料 （页面存档备份，存于）
- 郭元益的Facebook專頁
- 郭元益的Instagram帳戶
- 郭元益的新浪微博
- YouTube上的郭元益頻道
- 郭元益糕餅博物館的Facebook專頁